# Andrés Manjón
Andrés Manjón y Manjón (Sargentes de la Lora, 30 novembre 1846 – Granada, 10 luglio 1923) è stato un presbitero, educatore e giurista spagnolo.

## Biografia
Il maggiore dei cinque figli di una coppia di contadini castigliani, Andrés Manjon nacque nella provincia di Burgos nel 1846. Avviato al sacerdozio dalla madre Sebastiana Manjón e dallo zio prete, entrò nel seminario di Burgos nel 1861, ma la sua formazione religiosa fu interrotta dalla rivoluzione spagnola del 1868. 
Proseguì quindi con gli studi di giurisprudenza a Valladolid, dove conseguì la laurea in diritto civile e canonico nel 1872. Successivamente conseguì il dottorato all'Università Centrale di Madrid nel 1974; durante gli anni di studio a Madrid era un assiduo frequentatore della Real Academia de Jurisprudencia y Legislación, dove entrò spesso in conflitto con il presidente Eugenio Montero Ríos, soprattutto sul tema dei matrimoni civili.
Dopo la fine degli studi resse brevemente la cattedra di diritto romano all'Università di Salamanca e poi quella di diritto canonico all'Università di Valladolid. Nel 1878 la rivalità con Montero Ríos gli costò la cattedra di diritto canonico a Salamanca, costringendolo a insegnare all'Università di Santiago de Compostela durante l'anno accademico 1879/1880. Nel 1880 ottenne la cattedra di diritto canonico all'Università di Granada e, parallelamente, si avviò nuovamente al sacerdozio studiando al seminario dell'Abadía del Sacromonte, dove fu ordinato sacerdote il 16 giugno 1886.
Nel 1889 cominciò a fondare le Escuelas del Ave María ("Scuole dell'Ave Maria"), con l'intenzione di garantire un'istruzione ai bambini poveri e, in particolare, di etnia romaní. Nei vent'anni successivi le Scuole dell'Ave Maria si diffusero in trentasei province spagnola, diffondendosi poi a centinaia nel resto del mondo. Per la sua prolifica attività di saggista su argomenti legali e pedagogici fu candidato al Premio Nobel per la letteratura nel 1907. Morì a causa di un tumore allo stomaco nel 1923, cinque anni dopo il suo pensionamento dall'Università di Granada.

## Culto
L'Arcidiocesi di Granada avviò la sua causa di beatificazione il 6 luglio 1936 e il 23 novembre 2020 papa Francesco lo ha proclamato venerabile.